# Serra de Carnaxide
A serra de Carnaxide é um espaço natural dominado por uma colina com uma elevação máxima de 211 metros. Consiste num conjunto de pequenas colinas pertencentes ao Complexo Vulcânico de Lisboa, desenvolvido entre as localidades de Queluz, Alfragide e Carnaxide. Os seus limites são definidos pelo IC19 (a norte), pela ribeira de Algés (a leste) e pelo rio Jamor (a oeste). O espaço principal da serra é dominado por uma colina elíptica orientada de leste a oeste, com três quilómetros de comprimento por dois de largura e uma área de cerca de 6 km2.
A sua linha de festo serve de limite entre os concelhos de Oeiras e Amadora, e é onde se encontra ponto mais alto de ambos os concelhos. Apesar da sua baixa altitude, é um dos elementos paisagísticos e morfológicos mais marcantes destes concelhos.
A serra de Carnaxide é uma área de grandes valores naturais pela fertilidade dos seus solos, abundância de recursos hídricos e pela diversidade da sua fauna e flora. Este facto contribuiu desde cedo para a fixação da população nestas zonas, contando-se inúmeros sítios de interesse arqueológico em seu redor. Por isto, foi também designada como uma área vital de conservação da natureza, e juntamente com a serra da Carregueira forma um corredor ecológico de grande relevância a nível regional. É um dos poucos espaços livres de grande dimensão existentes entre as serras de Monsanto e de Sintra, permitindo também a definição de um corredor entre essas serras.

## Caracterização

### Geologia
Geologicamente, a serra é dominada por Formações do Complexo Vulcânico de Lisboa, intercaladas por Formações do Complexo de Benfica e algumas áreas de aluviões. Mais próximo do rio Jamor os calcários do Cretácico subjacentes ao Complexo Basáltico, sobrelevados por ações tectónicas, foram postos a descoberto pela ação hídrica.

### Pedologia
Os solos dominantes são sobretudo vertissolos, básicos e siliciosos, de natureza argilosa e uma cor escura castanho-avermelhada originados por rochas ígneas extrusivas. São solos de grande porosidade, com graus de infiltração de água no solo geralmente mais elevados do que nas zonas adjacentes. Existem várias nascentes na serra, que formam linhas de água que vão desaguar ao Jamor e às ribeiras de Carenque, Algés e Alcântara. Algumas serviram para a captação e abastecimento de água a várias povoações e quintas, de que são testemunho a Mãe de Água, Aqueduto e Chafariz de Carnaxide e outros aquedutos como o das Francesas, um dos maiores subsidiários do Aqueduto Geral das Águas Livres. De igual modo, os terrenos serranos foram, até tempos recentes, intensamente aproveitados para usos agrícolas (especialmente culturas cerealíferas) e constituíram em tempos o principal motor económico das zonas periféricas à cidade de Lisboa. Viriam a sofrer um abandono gradual, embora ainda persistam algumas zonas deste tipo na atualidade e várias ruínas de moinhos de vento por toda a serra.

### Uso do solo
O uso do solo é variado, dominado por áreas naturais com vegetação arbustiva e herbácea. Estão igualmente presentes áreas urbanas, industriais e terciárias, pastagens, áreas de construção ou deposição de resíduos e de equipamentos públicos. Destaca-se a implantação, no quadrante noroeste, da Matinha e Cemitério de Queluz, enquanto que a noroeste se encontra o Hospital Professor Doutor Fernando Fonseca, o Cemitério da Amadora e a Zona Industrial do Casal do Canas. A zona central acolheu outrora a Estação Transmissora da Companhia Portuguesa de Rádio Marconi. 
Inicialmente, o relevo tornou lenta e complexa a expansão da mancha urbana para estas zonas, atuando de facto como uma barreira natural para o crescimento dos aglomerados limítrofes. As evoluções nos campos da construção e dos transportes e nos modos de deslocação vieram minorar este problema. Hoje, esta é uma das principais ameaças ao espaço, tendo sido definida nos anos de 1994 e 1998 com os planos de urbanização aprovados pelas câmaras municipais de Oeiras e Amadora, respetivamente.

### Flora e fauna

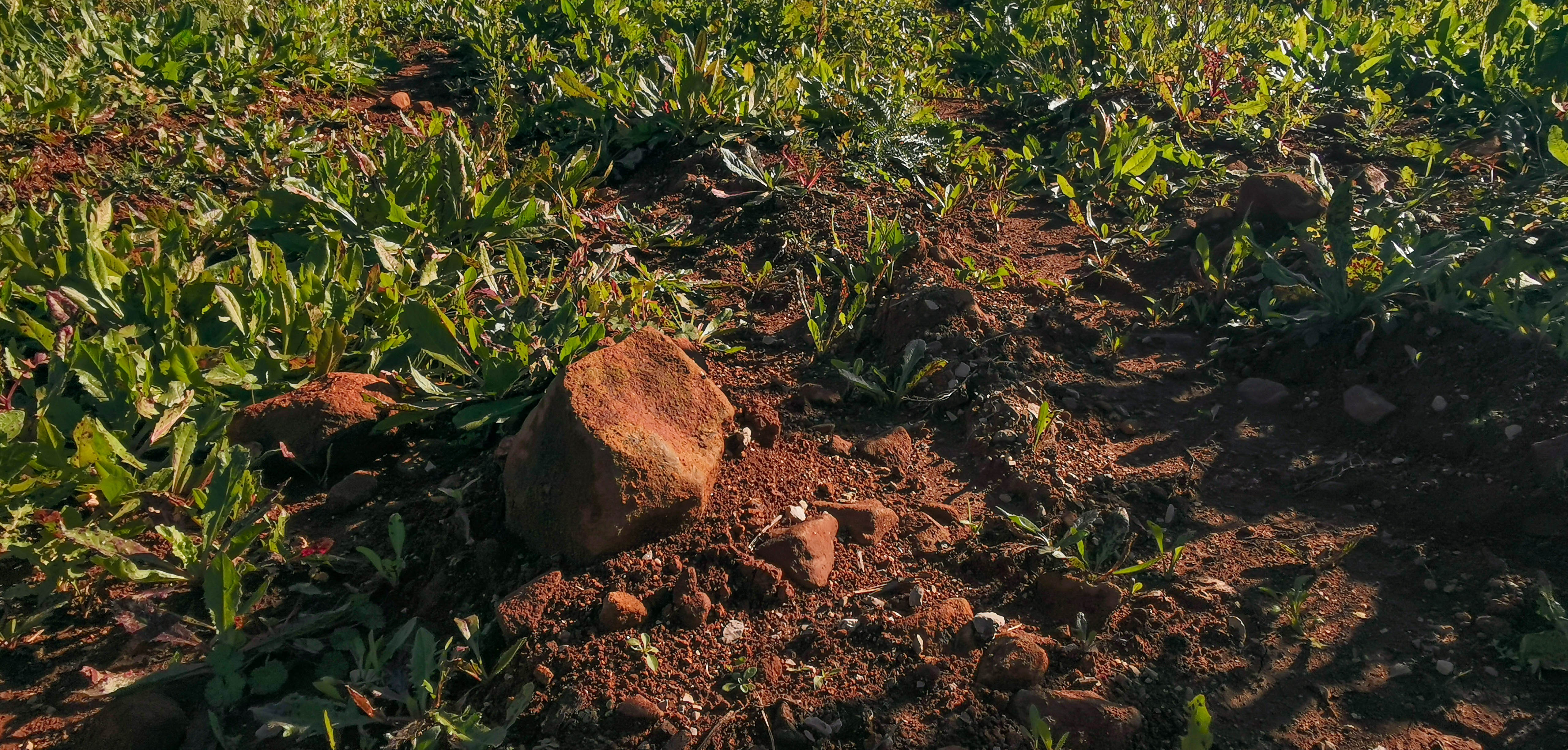
Solos e vegetação típicos da serra

A flora que se encontra no local consiste maioritariamente de vegetação espontânea arbustiva e herbácea, representativa de zonas de pós-abandono das atividades agrícolas e específica deste tipo de solos. Deste modo, existem áreas de carrascais, zambujais, tojais e urzais, com a ocorrência de algumas matas nas zonas orientais e de clareiras com relvados de Jonopsidium acaule. No topo da serra, verificam-se afloramentos rochosos com comunidades de Armeria pseudoarmeria, com potencial para desenvolvimento de prados de Alysso-Sedion albi. A encosta sul possui também comunidades de sobreiro, pinheiro-manso e freixo. Foi levada a cabo uma ação de reflorestação no local na década de 1980.

É um local de alimentação para as aves de rapina da região de Lisboa, como o falcão-peregrino.